# P-2132
La carretera provincial P-2132 une los municipios de Salinas de Pisuerga y Aguilar de Campoo en la Provincia de Palencia, entre la mencionada localidad de Salinas de Pisuerga, donde arranca, y la carretera provincial P-2131 por la orilla meridional del Embalse de Aguilar en el río Pisuerga.

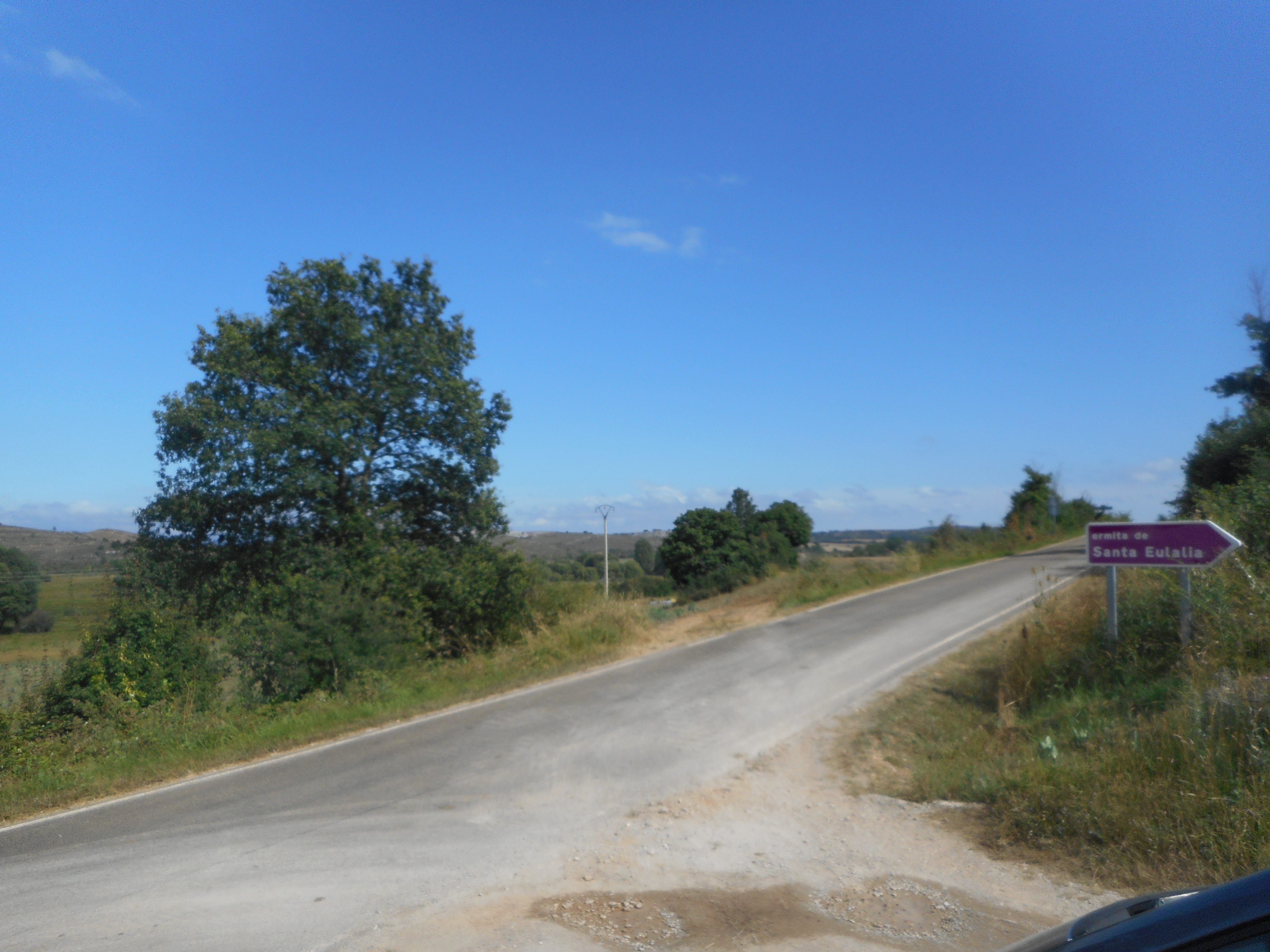
Acceso a la ermita de Santa Eulalia en Barrio de Santa María desde la P-2132.

La vía es de titularidad de la Diputación de Palencia.

## Recorrido
La mayor parte de su recorrido corresponde al término municipal de Aguilar de Campoo y permite comunicarse a las siguientes entidades locales menores de este municipio:
- Barrio de Santa María
- Barrio de San Pedro
- Foldada

## Salidas
| Salinas de Pisuerga (Intersección con antigua ) - P-2131 | Salinas de Pisuerga (Intersección con antigua ) - P-2131 | Salinas de Pisuerga (Intersección con antigua ) - P-2131 | Salinas de Pisuerga (Intersección con antigua ) - P-2131 | Salinas de Pisuerga (Intersección con antigua ) - P-2131 | Salinas de Pisuerga (Intersección con antigua ) - P-2131 | Salinas de Pisuerga (Intersección con antigua ) - P-2131 | Salinas de Pisuerga (Intersección con antigua ) - P-2131 | Salinas de Pisuerga (Intersección con antigua ) - P-2131 | Salinas de Pisuerga (Intersección con antigua ) - P-2131 | Salinas de Pisuerga (Intersección con antigua ) - P-2131 |
| Esquema                                                  | PK                                                       | Sentido P-2131                                           | Sentido P-2131                                           | Sentido P-2131                                           | Sentido P-2131                                           | Sentido Salinas de Pisuerga                              | Sentido Salinas de Pisuerga                              | Sentido Salinas de Pisuerga                              | Sentido Salinas de Pisuerga                              | Incidencias                                              |
| Esquema                                                  | PK                                                       | Velocidad                                                | Elemento                                                 | Salida                                                   | Salida                                                   | Salida                                                   | Salida                                                   | Elemento                                                 | Velocidad                                                | Incidencias                                              |
| Esquema                                                  | PK                                                       | Velocidad                                                | Elemento                                                 | Dir.                                                     | Nombre                                                   | Nombre                                                   | Dir.                                                     | Elemento                                                 | Velocidad                                                | Incidencias                                              |
| -------------------------------------------------------- | -------------------------------------------------------- | -------------------------------------------------------- | -------------------------------------------------------- | -------------------------------------------------------- | -------------------------------------------------------- | -------------------------------------------------------- | -------------------------------------------------------- | -------------------------------------------------------- | -------------------------------------------------------- | -------------------------------------------------------- |
|                                                          | 0,0                                                      |                                                          |                                                          |                                                          | Antigua travesía de la Salinas de Pisuerga               | Antigua travesía de la Salinas de Pisuerga               |                                                          |                                                          |                                                          |                                                          |
|                                                          | 0,0                                                      | P-2131 Aguilar de Campoo a P-227                         |                                                          |                                                          |                                                          |                                                          |                                                          |                                                          |                                                          |                                                          |
|                                                          | 0,4                                                      |                                                          |                                                          | Río Pisuerga                                             | Río Pisuerga                                             | Río Pisuerga                                             | Río Pisuerga                                             |                                                          |                                                          |                                                          |
|                                                          | 5,2                                                      |                                                          |                                                          | Barrio de Santa María                                    | Barrio de Santa María                                    | Barrio de Santa María                                    | Barrio de Santa María                                    |                                                          |                                                          |                                                          |
|                                                          | 5,4                                                      |                                                          |                                                          | Barrio de Santa María                                    | Barrio de Santa María                                    | Barrio de Santa María                                    | Barrio de Santa María                                    |                                                          |                                                          |                                                          |
|                                                          | 6,8                                                      |                                                          |                                                          | Ermita de Santa Eulalia Barrio de Santa María            | Ermita de Santa Eulalia Barrio de Santa María            | Ermita de Santa Eulalia Barrio de Santa María            | Ermita de Santa Eulalia Barrio de Santa María            |                                                          |                                                          |                                                          |
|                                                          | 7,0                                                      |                                                          |                                                          | Barrio de San Pedro                                      | Barrio de San Pedro                                      | Barrio de San Pedro                                      | Barrio de San Pedro                                      |                                                          |                                                          |                                                          |
|                                                          | 9,4                                                      |                                                          |                                                          | Foldada                                                  | Foldada                                                  | Foldada                                                  | Foldada                                                  |                                                          |                                                          |                                                          |
|                                                          | 9,6                                                      |                                                          |                                                          | Foldada                                                  | Foldada                                                  | Foldada                                                  | Foldada                                                  |                                                          |                                                          |                                                          |
|                                                          | 10,170                                                   |                                                          |                                                          | PP-2131 Aguilar de Campoo a P-227                        | PP-2131 Aguilar de Campoo a P-227                        | PP-2131 Aguilar de Campoo a P-227                        | PP-2131 Aguilar de Campoo a P-227                        |                                                          |                                                          |                                                          |

- Datos: Q21402234